# 17163 Vasifedoseev
17163 Vasifedoseev este o planetă minoră (asteroid), cu un diametru de 4,863 km, din centura de asteroizi. A fost descoperită pe 9 iunie 1999 la Experimental Test Site⁠(d) de Lincoln Near-Earth Asteroid Research. 
Obiectul prezintă o orbită caracterizată de o semiaxă mare de 2,9043195 UAi, o excentricitate de 0,08, o înclinație de 1,3214 ° în raport cu ecliptica.